# Козловський район
Козло́вський район (рос. Козловский район, чув. Куславкка районĕ) — муніципальне утворення в Чувашії (Росія).
Адміністративний центр — місто Козловка.

## Географія
Район розташований в північно-східній частині республіки на правому березі річки Волги. До складу району на півночі входить річковий острів Кріуші та інші дрібніші. На сході і південному сході межує з Республікою Татарстан, на північному сході з республікою Марій Ел, на півдні і південному заході — з Урмарським, на заході — з Цівільським, на північному заході — з Маріїнсько-Посадським районами. Протяжність району з півночі на південь становить 50 км, із заходу на схід — 70 км.
За результатами відкритого республіканського конкурсу, що відбувся 2011 року, три з «7 чудес Чувашії» знаходяться в цьому районі.

## Історія
Район утворений 5 вересня 1927 року.

## Населення
Населення району становить 18445 осіб (2019, 21649 у 2010, 26388 у 2002).

## Адміністративно-територіальний поділ
На території району 1 міське поселення та 9 сільських поселень:
| Поселення                             | Площа, км² | Населення, осіб (2002) | Населення, осіб (2010) | Населення, осіб (2019) | Центр           | Населені пункти |
| ------------------------------------- | ---------- | ---------------------- | ---------------------- | ---------------------- | --------------- | --------------- |
| Козловське міське поселення           | 50,76      | 13279                  | 10543                  | 8858                   | Козловка        | 4               |
| Андрієво-Базарське сільське поселення | 55,62      | 1460                   | 1211                   | 982                    | Андрієво-Базари | 12              |
| Аттіковське сільське поселення        | 56,30      | 973                    | 973                    | 881                    | Аттіково        | 10              |
| Байгуловське сільське поселення       | 30,42      | 1154                   | 877                    | 757                    | Байгулово       | 2               |
| Ємьоткінське сільське поселення       | 41,72      | 1225                   | 1067                   | 972                    | Ємьоткіно       | 9               |
| Карамишевське сільське поселення      | 51,08      | 2254                   | 1934                   | 1645                   | Карамишево      | 7               |
| Карачевське сільське поселення        | 37,58      | 1017                   | 812                    | 725                    | Ілебари         | 9               |
| Солдибаєвське сільське поселення      | 69,03      | 1441                   | 1192                   | 996                    | Солдибаєво      | 4               |
| Тюрлеминське сільське поселення       | 80,92      | 2678                   | 2287                   | 2003                   | Тюрлема         | 7               |
| Янгільдінське сільське поселення      | 43,32      | 907                    | 753                    | 626                    | Янгільдіно      | 4               |

## Найбільші населені пункти
Населені пункти з чисельністю населення понад 1000 осіб:
| № | Населений пункт | Населення, осіб (2002) | Населення, осіб (2010) |
| - | --------------- | ---------------------- | ---------------------- |
| 1 | Козловка        | 13 054                 | 10 359                 |
| 2 | Тюрлема         | 1 241                  | 1 106                  |

## Господарство
Економіка району характеризується розвиненою промисловістю, представленою машинобудуванням і металообробкою, лісовою і деревообробною, а також легкою і харчовою галузями. Майже всі підприємства розміщуються в райцентрі.